# Jeorjos Zaimis
Jeorjos Zaimis (gr. Γιώργος Ζαΐμης; ur. 28 czerwca 1937 w Pireusie, zm. 1 maja 2020 tamże) – grecki żeglarz sportowy. Złoty medalista olimpijski z Rzymu.
Zawody w 1960 były jego pierwszymi igrzyskami olimpijskimi. Triumfował w klasie Dragon, na łodzi Nirefs. Załogę tworzyli również późniejszy król Grecji Konstantyn II i Odiseas Eskidzoglu. Brał udział także w Igrzyskach Olimpijskich w Tokio i Meksyku.